# Veľká Dolina
Veľká Dolina (ungarisch Nagyvölgy, beide wörtlich „Großes Tal“) ist eine slowakische Gemeinde im Okres Nitra und im Nitriansky kraj mit 718 Einwohnern (Stand 31. Dezember 2024).

## Geographie
Die Gemeinde befindet sich im südöstlichen Teil des Hügellands Nitrianska pahorkatina auf einem rechtsseitigen Zufluss des Cabajský potok im Einzugsgebiet der Waag. Das Ortszentrum liegt auf einer Höhe von 148 m n.m. und ist 17 Kilometer von Nitra entfernt.
Zur Gemeinde gehören die Ortsteile Bačala, Malá Dolina und Taranské Funduše.
Nachbargemeinden sind Mojmírovce im Norden und Osten, Poľný Kesov im Südosten und Süden, Jatov im Süden, Trnovec nad Váhom im Südwesten und Cabaj-Čápor im Westen und Nordwesten.

## Geschichte

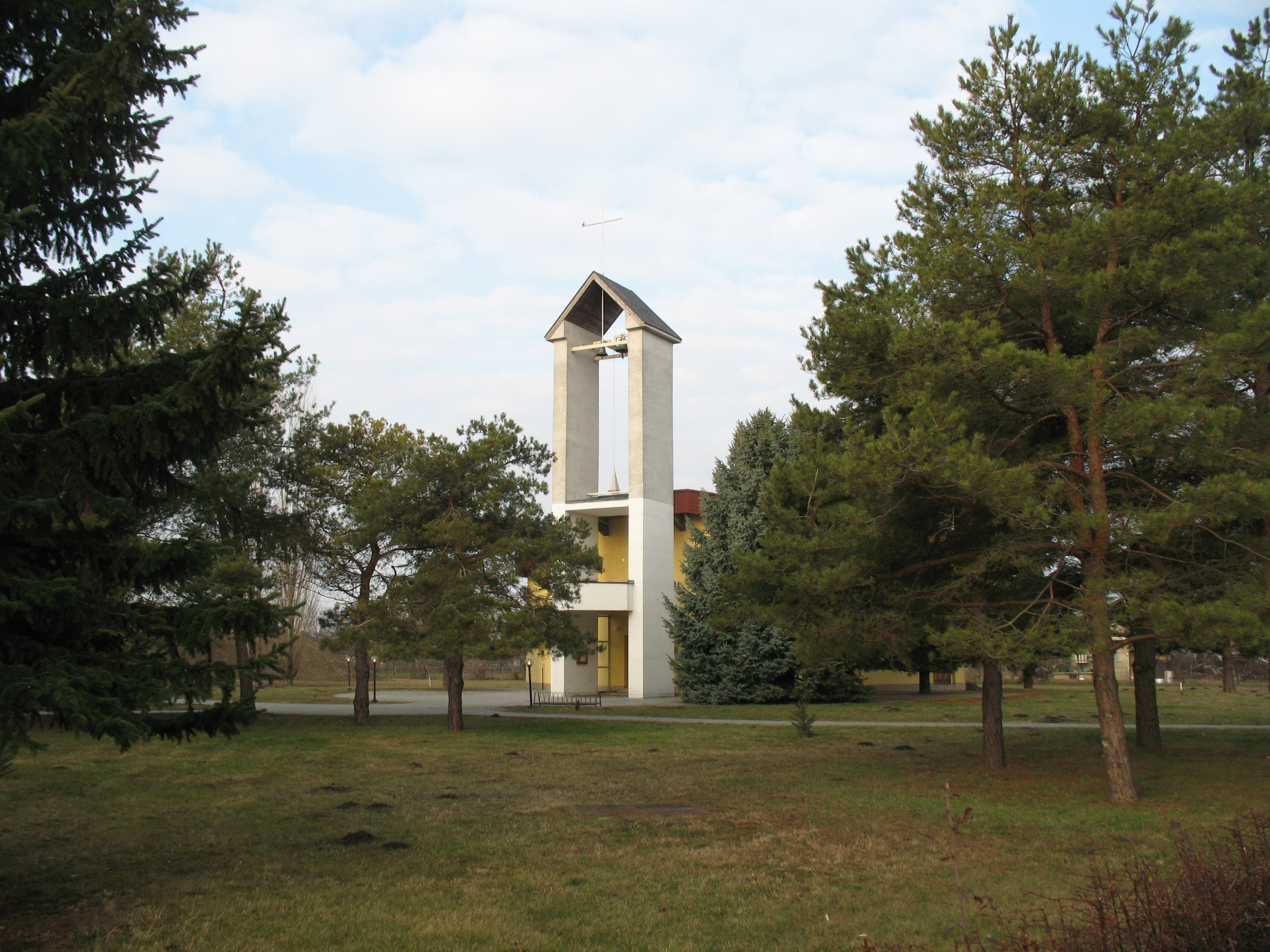
Kirche in Veľká Dolina

Der Ort wurde zum ersten Mal 1721 als Gut des Neutraer Bistums, bzw. später des Neutraer Kapitels erwähnt. Auf einer Karte aus dem Jahr 1721 wurden ein Teich und zwei Meierhöfe im Besitz des Grafen Hunyady auf heutigem Gemeindegebiet gezeichnet.
Bis 1918 gehörte der im Komitat Neutra liegende Ort zum Königreich Ungarn und kam danach zur Tschechoslowakei beziehungsweise heute Slowakei. 1956 entstand die heutige Gemeinde durch Ausgliederung aus der Gemeinde Mojmírovce, zu der sie vorher gehörte.

## Einwohner
| Jahr                | 1994 | 2004    | 2014     | 2024    |
| ------------------- | ---- | ------- | -------- | ------- |
| Anzahl der Personen | 569  | 606     | 677      | 718     |
| Unterschied         |      | +6,50 % | +11,71 % | +6,05 % |

| Jahr                | 2023 | 2024    |
| ------------------- | ---- | ------- |
| Anzahl der Personen | 726  | 718     |
| Unterschied         |      | −1,10 % |

Gemäß der Volkszählung 2011 wohnten in Veľká Dolina 656 Einwohner, davon 623 Slowaken und drei Tschechen. 30 Einwohner machten keine Angaben zur Ethnie.
445 Einwohner bekannten sich zur römisch-katholischen Kirche, acht Einwohner zur evangelischen Kirche A. B., vier Einwohner zu den Zeugen Jehovas, jeweils zwei Einwohner zur altkatholischen Kirche und zur griechisch-katholischen Kirche sowie jeweils ein Einwohner zu den christlichen Gemeinden und zur evangelisch-methodistischen Kirche. 125 Einwohner waren konfessionslos und bei 68 Einwohnern wurde die Konfession nicht ermittelt.